# Grossa di Gerace
La Grossa di Gerace

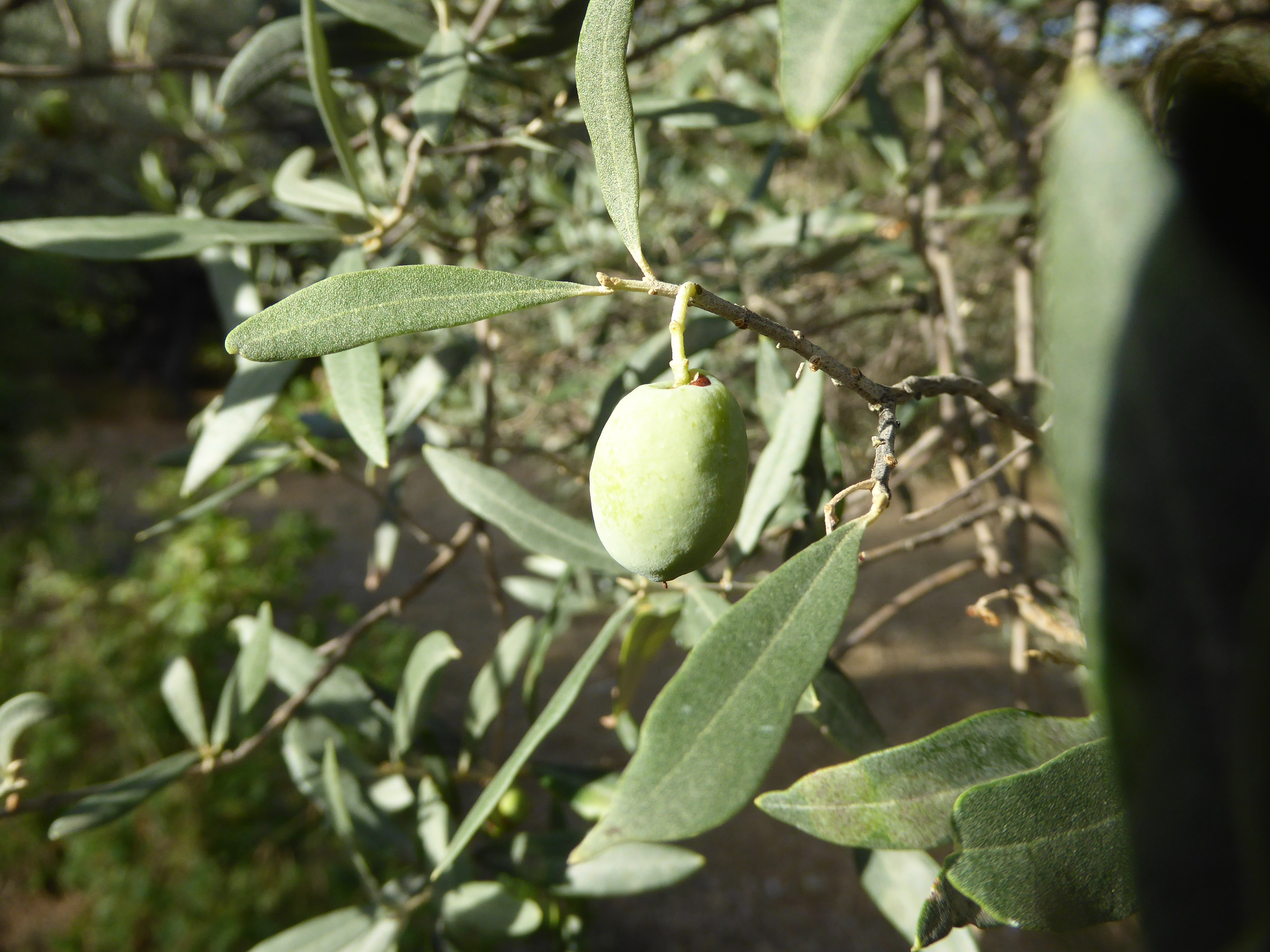
Oliva di varietà Geracese fotografata ad agosto 2022

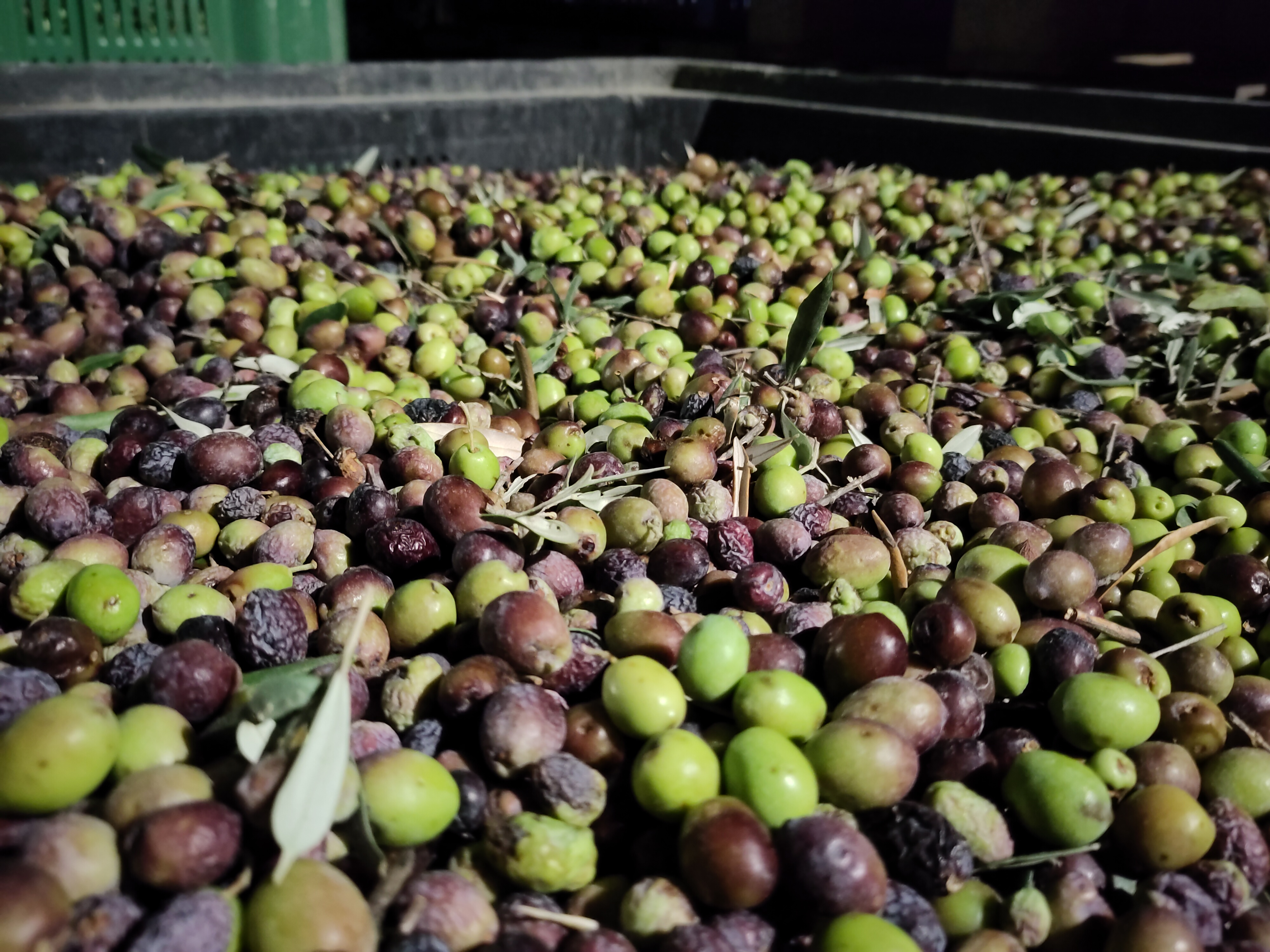
Olive di Geracese pronte per la produzione di olio

o Geracese è una cultivar d'olivo tipica della Calabria.
Dal 2000 è nel registro Mipaaf dei PAT (Prodotti Agricoli Tradizionali). Le sue caratteristiche e la tradizione che contraddistinguono la varietà e la coltivazione possono risultare basilari per l’ottenimento del marchio IGP (Indicazione Geografica Protetta).

## Caratteristiche

### Generalità
Viene coltivata nell'area della Locride fino ai 800 m s.l.m. da Palizzi fino a Monasterace. Caratterizzata da portamento assurgente espanso; chioma folta. 
Si è dimostrata varietà poco adatta alla raccolta meccanica con rese che variano dal 60 al 70%.

### Fiori e frutti
La maturazione delle drupe è un po' tardiva; di solito la raccolta avviene a novembre. Le drupe son di dimensioni medio-piccole a maturazione completa il colore è nero vinoso. Il rapporto polpa/nocciolo è di poco superiore a 4.

### Produzione e olio
La produzione è destinata per lo più al frantoio. Di recente lo si sta utilizzando anche come olivo da mensa destinato alle conserve, alle preparazioni in salamoia, al paté, e alle tradizionali “olive schiacciate” della regione.